# MacOnLinux
MacOnLinux – emulator komputera Power Mac dla komputerów z procesorem PowerPC (np. Pegasos). Rozwiązanie bazuje na linuksie. Przy jego pomocy można używać na komputerach niebędących produktami firmy Apple systemów Mac OS 9 i OS X.
MacOnLinux nie emuluje procesora dlatego szybkością nie odbiega znacząco od oryginalnego Power Macintosha.